# Hieracium molybdinum
Hieracium molybdinum es una especie de planta con flor del género Hieracium, de la familia Asteraceae, orden Asterales.

## Distribución
Hieracium molybdinum se distribuye por Suecia.

## Taxonomía
Fue descrita científicamente por (Stenstr.) Dahlst.